# بنجامین اینگروسو
بنجامین اینگروسو (به انگلیسی: Benjamin Ingrosso) (زاده ۱۴ سپتامبر ۱۹۹۷) خواننده سوئدی است.
او نماینده سوئد در یوروویژن ۲۰۱۸ بود و به مقام هفتم دست یافت.